# نازک‌مرغ شارپی
نازک‌مرغ شارپی (نام علمی: Apalis sharpii) نام یک گونه از سرده نازک‌مرغ است.